# Strzelce (district)
Strzelce (powiat strzelecki) is een Pools district (powiat) in de woiwodschap Opole. Het district heeft een oppervlakte van 744,28 km2 en telt 75.803 inwoners (2014).
Stadsdistrict:
Opole

Districten:
Brzeg · Głubczyce · Kędzierzyn-Koźle · Kluczbork · Krapkowice · Namysłów · Nysa · Olesno · Opole · Prudnik · Strzelce